# Институт социологии Венгерской академии наук
Институ́т социоло́гии Венге́рской акаде́мии нау́к — крупнейший научно-исследовательский институт Венгрии, занимающийся вопросами социологии.

## История
Создан в 1963 г. Его первым директором с 1963 до 1968 гг. был András Hegedüs, затем директорами были Kálmán Kulcsár (1968—1983), László Cseh-Szombathy (до 1988) и Csaba Makó (до 1990).
В 1991 г. был основан новый институт под названием Центр исследований социальных конфликтов во главе с Палом Тамашем.
12.12.1997 Пленум Венгерской академии наук принял решение о слиянии этих двух институтов в единую организацию Институт социологии, директором которого стал Пал Тамаш (до конца 2010 г.).
С 1 января 2011 г. директором является проф. Имре Ковач.
Основные направления исследований Института определились через слияние профилей двух бывших учреждений. Это исследования в области: политических и социальных проблем общества; образа жизни, жизненных стратегий, плюрализма культур; социальной структуры общества, бедности и меньшинств; культуры и культурных связей; организации гражданского общества; изменения общественного сознания; межкультурных сравнительных экономических исследований; экономики, организации и социологии труда; пространственной структуры общества; экономических, политических и культурных факторов развития регионов; системы общественного производства и распределения знаний (наука, инновации, технологии, коммуникации), развития информационного общества; социальной политики; проблем старения; экологической социологии, экологической политики и здравоохранения; изучения социальных движений и др.
В последние годы в работе института особое значение имеет участие в крупных международных проектах. Большое внимание уделяется проблемам управления рисками и сохранения окружающей среды, а также проблемам технологии и экономики знаний, исследования культуры.
Институт включает следующие исследовательские отделы:
Департамент исследований социальных неравенств, разрабатывающий такие темы, как социальное и социально-экономическое неравенство и бедность, неравенство различных социальных групп по возрасту, полу, социальному классу и этническому происхождению. Здесь ведутся также исследования проблем семьи, изменения семейных ролей, миграции. Изучаются возможности реализации принципа равенства и недискриминации. Ведутся как фундаментальные исследования, так и прикладные, способствующие принятию решений в области социальной политики, образования, семьи и занятости. Сотрудники принимают участие в многочисленных международных сравнительных исследовательских проектах.
Департамент исследований знаний, ценностей и культуры. Его направления исследований: информация, общество знаний, информационно-коммуникационные технологии, оценка риска, некоммерческие организации, политические культуры, технологии и экономики знаний, ценности, культура и медиа-исследования.
Департамент исследований интеграции и социальных изменений. Направления его исследований: власть и социальное расслоение, органы местного самоуправления и местные властные отношения, устойчивое потребление, управление и глобальное потепление, окружающая среда и региональное развитие, политика в области развития, социальные последствия политики развития ЕС, новая система перераспределения, градостроительная политика, городское и сельское развитие, городские и сельские социальные изменения, неравенство в сфере труда и др.
Департамент теоретических и методологических исследований изучает теории и методы социологических исследований, применяемые в мире и в практике венгерских социологов с целью продолжить традиции венгерских социальных исследований новыми и обновленными инструментами исследований, а также — сделать более доступными достижения венгерской социологии. Для стиля работы отдела характерен критический и самокритический подход, а исследования ведутся не только о социальных группах, но и вместе с ними и для них.
Основные задачи Института в целом являются двоякими: с одной стороны, это проведение «классических» социологических исследований, включая фундаментальные исследования теоретических и методологических вопросов, а с другой стороны — изучение динамики изменений в венгерском обществе для выработки способов решения социальных проблем и конфликтов. То есть Институт, с одной стороны, выполняет эмпирические и междисциплинарные социальные исследования, а с одной — исследования, ориентированные на политику. Вовлечение в международное сотрудничество является одним из приоритетных направлений деятельности Института.